# Due sorelle meravigliose
Due sorelle meravigliose (The Slim Princess) è un film muto del 1920 diretto da Victor Schertzinger. Prodotto da Samuel Goldwyn e sceneggiato da Gerald C. Duffy, il film aveva come interpreti Mabel Normand, Hugh Thompson, Tully Marshall, Russ Powell, Lillian Sylvester, Harry Lorraine, Pomeroy Cannon.
Remake di The Slim Princess del 1915 diretto da E.H. Calvert. Ambedue i film sono la versione cinematografica del musical omonimo del 1911 basato su un racconto di George Ade pubblicato su The Saturday Evening Post dal 24 novembre al 1º dicembre 1906.

## Trama

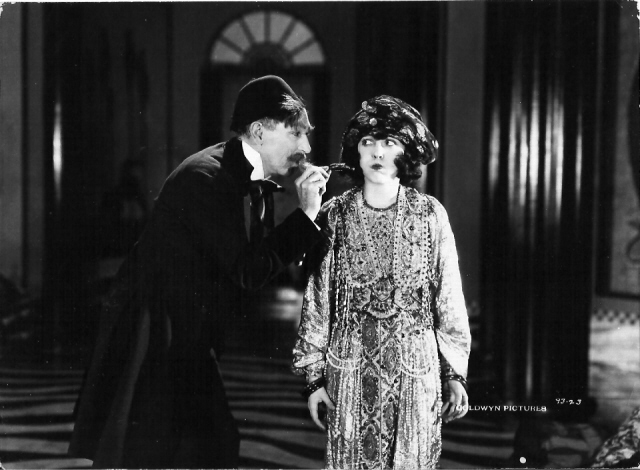
Tully Marshall e Mabel Normand

A Morevana, gli abitanti del posto hanno grande considerazione per le donne bene in carne mentre quelle magre sono guardate con commiserazione. Così la famiglia è molto preoccupata per la principessa Kalora che non ottempera ai canoni della bellezza morevaniana. Dovendola sposare prima della sorella minore, Papova, i genitori si attivano per trovare qualche pretendente anche per la figlia magra: organizzato un garden party, il padre infila Kalora in una tuta gonfiabile che la fa sembrare cicciotella. Tutto sembra andare per il meglio fino a quando la tuta non si rompe, provocando la fuoriuscita dell'aria e mostrando a tutti i presenti come Kalora non sia altro che una flessuosa fanciulla dalla vita sottile. La ragazza, poco dopo, incontra Pike, un americano, innamorandosene.
Avendo sentito che negli Stati Uniti esiste una cura per la magrezza, il governatore, padre di Kalora, decide di mandare la ragazza oltre oceano. Lì, Kalora e Pike si rivedono e riprendono la loro relazione. Quando lei ritorna in patria, lui la segue a Morevana. Il governatore, scoperto che Pike è molto ricco, gli offre di sposare la figlia. Naturalmente, pensa bene che quella maggiormente ambita possa essere solo la carnosa Papova: resta così di stucco quando invece Pike la rifiuta preferendole l'insignificante Kalora.

## Produzione
Il film fu prodotto da Samuel Goldwyn per la sua Goldwyn Pictures Corporation.

## Distribuzione
Il copyright del film, richiesto dalla Goldwyn Pictures Corp., fu registrato il 12 giugno 1920 con il numero LP15256.

Distribuito dalla Goldwyn Distributing Company, il film uscì nelle sale cinematografiche statunitensi nel luglio 1920.
Non si conoscono copie ancora esistenti della pellicola che viene considerata presumibilmente perduta.